# Prijakovići
Prijakovići su naseljeno mjesto u općini Foči, Republika Srpska, BiH. Nalazi se blizu granice s Crnom Gorom.
Godine 1962. pripojeni su naselju Slatini  (Sl. list NRBiH 47/62).

## Stanovništvo
| Narod     | Popis 1961. |
| --------- | ----------- |
| Hrvati    |             |
| Muslimani | 4           |
| Srbi      | 6           |
| ostali    | 83          |
| Ukupno    | 93          |